# Percrocuta
A Percrocuta az emlősök (Mammalia) osztályának ragadozók (Carnivora) rendjébe, ezen belül a fosszilis Percrocutidae családjába tartozó nem.
Családjának a névadó típusneme.

## Előfordulásuk
A Percrocuta-fajok előfordulási területe magába foglalta Eurázsiát és Afrikát. Ezek az állatok a miocén kor középső és késő szakaszaiban léteztek. A legfőbb lelőhelyei Grúzia, a Balkán-félsziget és Törökország.

## Megjelenésük
Első ránézésre ezek az állatok nagy méretű hiénákra (Hyaenidae) hasonlítanak, azonban csak távolabbi rokonaik azoknak; a hasonlóság a konvergens evolúció eredménye. Azonban a hasonlóság miatt a Percrocutát korábban igazi hiénának vélték, csak 1938-ban vonták ki onnan és alkották meg neki a saját családját a Percrocutidae-t, amelybe belehelyezték a nála nagyobb méretű Dinocrocutákat, valamint két másik taxont a Belbus-t és az Allohyaena-t; e két utóbbit később innen is kivonták. A legnagyobb Percrocuta körülbelül 150 centiméter hosszú volt, nagyobb, mint egy átlagos foltos hiéna (Crocuta crocuta), viszont kisebb, mint egy nőstény oroszlán (Panthera leo). Épp úgy mint a hiénák esetében, a Percrocuta-fajoknak is robusztus koponyája, igen erős állkapcsa, valamint rövidebb hátsólábaik voltak; így testtartásuk hátralejtett.

## Rendszerezés
A nembe az alábbi 7 faj tartozik:
- Percrocuta abessalomi
- Percrocuta carnifex
- Percrocuta grandis
- Percrocuta leakeyi
- Percrocuta miocenica
- Percrocuta tobieni Crusafont & Aguirre, 1971[4]
- Percrocuta tungurensis

## Fordítás
- Ez a szócikk részben vagy egészben  a   Percrocuta című angol Wikipédia-szócikk ezen változatának fordításán alapul.  Az eredeti cikk szerkesztőit annak laptörténete sorolja fel. Ez a jelzés csupán a megfogalmazás eredetét és a szerzői jogokat jelzi, nem szolgál a cikkben szereplő információk forrásmegjelöléseként.